# Ukleja (rzeka)
Ukleja – rzeka w północno-zachodniej Polsce, lewy dopływ rzeki Regi o długości 48 km i powierzchni zlewni 453 km².
Rzeka bierze swoje źródło od jeziora Dłusko na Pojezierzu Ińskim, w gminie Węgorzyno. Ukleja częściowo o charakterze górskiego potoku, płynie na północny zachód przez kilka stawów rybnych, jeziora Woświn i Mielno. Następnie przechodzi przez jezioro Okrzeja na Wysoczyźnie Łobeskiej. Dalej łączy się rzeką Sępólną i uchodzi do Jeziora Lisowskiego będącego częścią rzeki Regi.
Ukleja początkowo płynie szeroką doliną do szerokości 0,5 km przy spadku podłużnym 1,2‰, następnie do ujścia Sąpólnej w wąskim wąwozie zwiększając spadek do 1,8‰. Ostatni odcinek 1,8 km jest pod wpływem cofki spiętrzenia wód na Jeziorze Lisowskim. Ukleja wraz z rzeką Sąpólną tworzy największy południowy dopływ rzeki Regi.
W 2008 r. przeprowadzono badania jakości wód Uklei w punkcie ujścia do Regi. W ich wyniku oceniono elementy fizykochemiczne na II klasy, elementy biologiczne określono na II klasy, a stan ekologiczny na dobry. W ogólnej dwustopniowej ocenie stwierdzono dobry stan wód Uklei.
Nazwę Ukleja wprowadzono urzędowo w 1948 roku, zastępując poprzednią niemiecką nazwę rzeki – Ückeley.